# Bodtjärnen (Revsunds socken, Jämtland, 697480-148490)
Bodtjärnen är en sjö i Bräcke kommun i Jämtland och ingår i Ljungans huvudavrinningsområde.